# Moisés Bensabat Amzalak
Moisés (ou Moses) Bensabat Amzalak foi um académico, economista e líder Comunidade Israelita de Lisboa. Judeu e alfacinha de gema, nasceu e morreu em Lisboa (4 de Outubro de 1892 – 6 de Junho 1978) foi professor universitário de economia, com obras sobre temas navais, e um estudioso da presença judaica na Península Ibérica, em particular em Portugal.
Autor prolífero, publicou mais de 300 títulos, publicou vários livros sobre matérias tão diversas como matéria comercial, história económica (portuguesa e brasileira), história do pensamento económico, economia, história judaico-portuguesa. Considerado um dos maiores economistas portugueses de sempre, cuja obra ainda está por descobrir, sendo premente a compilação de todos os seus textos, das suas obras completas, para ser conhecida pela comunidade científica e pelo grande público.
As suas boas relações com o Regime do Estado Novo e a sua amizade e apoio a Salazar foram instrumentais na tolerância que Lisboa teve com o acolhimento dos refugiados judeus das perseguições nazis e a instalação em Portugal de ramificações das agências de apoio a esses mesmos refugiados. Entre muitas outras operações, merece destaque a operação extremamente valiosa, activamente humanitária e de repercussão política, de negociações, acolhimento e recepção dos milhares de fugitivos da Segunda Guerra Mundial em colaboração com o Professor Leite Pinto, Administrador-delegado da Companhia de Caminhos de Ferro da Beira Alta. Nessa altura foram organizados dezenas de comboios, "os comboios do Volfrâmio" cheios de refugiados com origem em Berlim e outras cidades da Europa trazendo refugiados para Portugal. A linha de caminho de ferro da Beira-Alta foi, segundo Leite Pinto, a “Estrada do Céu” para milhares de entes que, desolados haviam atravessado uma Espanha também ela desolada.

## Vida académica
Moisés Bensabat Amzalak teve um longa e frutuosa carreira académica. Ocupou várias posições académicas, das quais se destaca ser professor e director do antigo Instituto Superior de Comércio, mais tarde Instituto Superior de Ciências Económicas e Financeiras, e actualmente o Instituto Superior de Economia e Gestão. Foi vice-reitor da Universidade Técnica de Lisboa (em 1931-34 e de 1944-1956 e Reitor de 1956 a 1962, tendo sido director do ISCEF de 1933-44).
Doctor honoris-causa em várias universidades, (Bordéus em 1935
, Estrasburgo, Caen, Paris em 1950 , Lyon, Toulouse, Argel, Poitiers, Aix-Marselha, foi igualmente conferencista em numerosas universidades como a de Jerusalém ou Oxford.
Sócio efectivo da Academia das Ciências de Lisboa, presidente da classe de Letras e, mais tarde, presidente da própria Academia.
Membro, e inclusive presidente, de inúmeros júris de doutoramentos e para professor catedrático da Universidade Técnica de Lisboa, fazia igualmente parte dos júris de concursos no Ministério dos Negócios Estrangeiros, razão pela qual viria a conhecer e privar com várias gerações de diplomatas portugueses.
No período imediatamente após a Primeira Guerra Mundial, Moisés Amzalak, lidera uma tertúlia de economistas, do qual faz parte o então regente da cadeira de Finanças em Coimbra, Oliveira Salazar.
Encontra-se colaboração da sua autoria na revista Anais das bibliotecas, arquivo e museus municipais (1931-1936).

## Vida profissional
Moisés Amzalak foi administrador do jornal O Século,  da Sacor e membro da Direcção da Associação Comercial de Lisboa. Foi procurador da Câmara Corporativa.
Em 18 de Fevereiro de 1935, no jornal O Século, dentro da linha que lhe era habitual, foi publicado um suplemento especial e elogioso dedicado à Alemanha nazi. De acordo com Milgram, esse foi o motivo principal da atribuição da condecoração da Cruz Vermelha Alemã, poucos dias depois, pelo embaixador alemão. Cerca de dois anos depois, Amzalak pediu ao embaixador uma miniatura da condecoração, comentando Milgram que isso aconteceu quando os judeus alemães já sofriam na pele o atropelo dos seus direitos e o saque dos seus bens.
Foi agraciado com os seguintes graus das Ordens Honoríficas portuguesas: Oficial da Ordem Militar de Sant'Iago da Espada (2 de fevereiro de 1928), Grã-Cruz da Ordem Civil do Mérito Agrícola e Industrial - Classe Industrial (5 de outubro de 1930) e Grã-Cruz da Ordem da Instrução Pública (15 de maio de 1945). Foi também agraciado com o grau de Grande-Oficial da Ordem de Rio Branco do Brasil (16 de maio de 1969) e Grande-Oficial da Ordem Nacional da Legião de Honra de França (22 de novembro de 1972).

## Judaísmo
Moisés Bensabat Amzalak foi uma das figuras mais marcantes da Comunidade Israelita de Lisboa (CIL), sobretudo nos finais do século XIX e primeira metade do século XX. Filho de Leão Amzalak (que juntamente com Abraham Anahory foi um dos "responsáveis" pelo renascimento do judaismo em Portugal, foi parnás da Sinagoga e membro da Direcção da Comunidade desde a fundação em 1912, quando são eleitos os primeiros corpos gerentes, da qual fará parte até à sua morte em 1978, 66 anos depois.
Em 1928 coordena a publicação do primeiro, e único número, da Revista de Estudos Hebraicos, publicada pelo Instituto de Estudos Hebraicos de Portugal, na qual participam algumas das figuras mais destacadas da cultura portugueses de então como José Leite de Vasconcelos, Joaquim de Carvalho, Augusto da Silva Carvalho, e Artur Carlos de Barros Basto.
Aliás, relativamente à actividade de Artur Carlos de Barros Basto, Moisés Amzalak foi, desde cedo, um dos apoiantes da reintegração dos marranos no Judaismo, tendo sido padrinho de casamento do Artur Carlos de Barros Basto com Léa Azancot, da CIL.

## Controvérsias
Em 2007 o historiador António Louçã, em colaboração com Isabelle Paccaud, publicou um livro, O Segredo da Rua D'O Século, com as conclusões de ambos os autores sobre as ligações e apoio de Amzalak ao regime nazi.
O livro causou bastante polémica ao revelar que o Barão Oswald von Hoyningen-Huene, em Fevereiro de 1935, vários meses antes da publicação das Leis de Nuremberg e  cerca de dois anos depois da Lei da Restauração da Função Pública , solicitou que  Amzalak fosse distinguido com a Cruz de Mérito de Primeira Classe da Cruz Vermelha Alemã (DRK),  uma organização civil, com fins humanitários que fora integrada no Comitê Internacional da Cruz Vermelha antes da I Grande Guerra. 
Estudos que começaram a ser publicados a partir dos anos 1990s revelaram que a Cruz Vermelha Alemã se encontrava completamente subordinada á autoridade e ideologia nazi e que a Cruz vermelha Alemã  adotara a ideologia nazi logo nas primeiras semanas da ditadura,  expurgando os judeus e outras pessoas consideradas indesejáveis dos seus quadros. Contudo a Cruz Vermelha Alemã só veio a ser integrada no Ministério do Interior em 1938 tornando-se assim oficialmente um organismo nazi.
Esther Mucznik, uma das líderes da comunidade judaica de Lisboa, defendeu a reputação de Amzalak. Mucznik considera que a aceitação da medalha por parte de M. Amzalak constitui uma "mancha indelével" , mas destacou o trabalho notável feito por Amzalak durante a guerra e também observou que as ações de Amzalak de 1935 a 1937 não podem ser adequadamente avaliadas à luz do que veio a suceder mais tarde e do que sabemos hoje sobre o Holocausto.
O historiador  Avraham Milgram de início recusou-se a acreditar na  atribuição da medalha, mas mais tarde teve de reconhecer a sua existência.
Contudo Avraham Milgram pensa que antes do início da Segunda Guerra Mundial, Amzalak, tal como o Papa Pio XII (Eugenio Pacelli), considerava a Alemanha como um importante baluarte contra o comunismo e que Amzalak, tal como Pio XII, terá errado na avaliação da atitude do regime nazi em relação aos judeus. Porem a partir de 1938 em diante, Amzalak mudou essa visão e durante a guerra, teve um papel significativo no apoio aos refugiados judeus.
Na verdade Hoyningen-Huene não se identificava nem com a ideologia Nazi nem com as políticas anti-semitas do governo alemão. No seu dossiê existente no Ministério dos Negócios Estrangeiros Alemão constam vários convites que lhe foram endereçados pelo Partido Nazi e ao quais nunca respondeu. Em Lisboa tomou algumas atitudes que não o deixaram muito bem visto junto das autoridades alemãs, tendo chegado ao ponte de proibir o uso de fardas Nazis pelos membros do corpo diplomático em Lisboa. Hoyningen-Huene manteve-se sempre à margem do anti-semitismo Nazi o que está bem patente numa carta de Albert Nussbaum, judeu responsável da Comlux em Lisboa (organização de apoio aos refugiados luxemburgueses) dirigida ao ministro dos Negócios Estrangeiros luxemburguês no exílio, de 25 de janeiro de 1941 e pertencente ao Arquivo Nacional do Luxemburgo. Nessa carta Albert Nussbaum escreve “Tenho de o informar que o consulado da Alemanha prorroga, por seis meses, sem qualquer dificuldade, os títulos de identidade do Luxemburgo (de judeus luxemburgueses) contra um pagamento de 10 escudos e as autoridades portuguesas reconhecem esse prolongamento”.

## Algumas Obras Publicadas
- O acto de navegação - Lisboa, Typ. La Becarre, 1911
- Pedro de Santarém Santerna(sic): jurisconsulto português do século XVI - Lisboa 1914
- A fibra de lã - Lisboa, Typ. do Anuario Comercial, 1916
- A economia política em Portugal: o diplomata Duarte Ribeiro de Macedo e os seus discursos sobre economia política - Lisboa, Oficina Gráfica Museu Comercial, 1922
- O mutualismo e o cooperativismo na indústria da pesca do bacalhau - Lisboa, Tipografia da Empresa Diário de Notícias, 1923
- Armamentos marítimos - Lisboa, 1924
- A ética dos pais, de Pirké Ábót (tradução do hebraico) - Lisboa, Imprensa Nacional, 1927
- Abraham Pharar: judeu do destêrro de Portugal - Lisboa, Gráfica Museu Comercial 1927
- Uma interpretação da Assinatura de Cristovam Colombo, Lisboa, s. n., 1927
- Portuguese Hebrew Grammars anda Grammarians, 1928
- A embaixada enviada pelo Rei D. João IV à Dinamarca e à Suécia: notas e documentos - Lisboa, Oficina Gráfica do Instituto Superior do Comércio de Lisboa, 1930
- As previsões económicas - Lisboa, Biblioteca de Altos Estudos 1938
- Economistas brasileiros: José da Silva Lisboa, Visconde de Caim (sic), 1756-1835, Coimbra, Coimbra Editora, 1942
- A contabilidade e a história económica - Porto, Tipografia Costa Carregal 1943
- O "Tratado de Seguros" de Pedro de Santarém - Lisboa, 1958